# Fjärdhundra
Fjärdhundra – miejscowość (tätort) w Szwecji, w regionie administracyjnym (län) Uppsala, w gminie Enköping.
Według danych Szwedzkiego Urzędu Statystycznego liczba ludności wyniosła: 907 (31 grudnia 2015), 943 (31 grudnia 2018) i 954 (31 grudnia 2019).